# Станки, Джованни
Джованни Станки (итал. Giovanni Stanchi прозванный Де Фьори итал. De Fiori — «цветочник»; Рим, 1608 — после 1675, Рим) — итальянский художник-натюрмортист и декоратор.

## Биография
Джованни Станки родился в Риме в 1608 году в семье художников. В муниципальном архиве Рима есть упоминания трех художников с фамилией Станки, все они проживали в 1656 году на Страда Паолина: Джованни (1608 — после 1675), Никколо (около 1623—1690) и Анджело (1626 — после 1675). Все три брата были достаточно плодовитыми художниками, однако все счета и контракты были заключены на имя Джованни, — вероятно, как старший брат он был ответственен за финансы семейной артели.
Поэтому, определение какому из братьев принадлежит авторство той или иной картины всегда представляло определённые трудности.
Имя Джованни Станки упоминается впервые в 1634 году, в реестре гильдии художников «Академия Святого Луки». Членство в гильдии было платным и позволяло художнику завести знакомства и получить заказы у богатых семей. В 1638 году Станки написал для семьи Барберини картину на которой был изображен герб семейства увитый цветами. Многие богатые римские семейства заказывали картины Станки. В сотрудничестве со специализирующимися на росписи художниками Бачиччио и Маратти, а также в сотрудничестве с Марио Нуцци, который был как и Станки специалистом по цветочным натюрмортам, Станки получает богатые заказы. Так в счете датируемым 1670 годом, выписанном для семьи Колонна, упоминаются Джованни Станки и Нуцци, как ответственные за натюрморты, украшающие знаменитое зеркало в Палаццо Колонна.
В 1660 году Станки по заказу кардинала Флавио Киджи, декорировал его галерею цветочными и фруктовыми натюрмортами. Кардинал Киджи оставался его основным заказчиком до 1673 года. По заказу кардинала Бенедетто Памфили Станки расписал натюрмортами корпуса музыкальных инструментов. В 1675 году Станки работал с Чиро Ферри, декорируя зеркала в Палаццо Боргезе. Как и Марио Нуцци, Станки работал и как театральный декоратор. Большинство сохранившихся картин Станки находятся в Риме. В Галерее Паллавичини хранятся две картины, в Капитолийских музеях хранятся две наддверных росписи, ранее принадлежавших коллекции семьи Саккетти. Цветочные гирлянды работы Станки украшают люнеты в Палаццо Колонна. Выполненные по заказу Виттории делла Ровере (ранее 1686 года) две цветочных гирлянды, сейчас находятся в галерее Уффици и Палаццо Питти.

## Натюрморт с арбузами

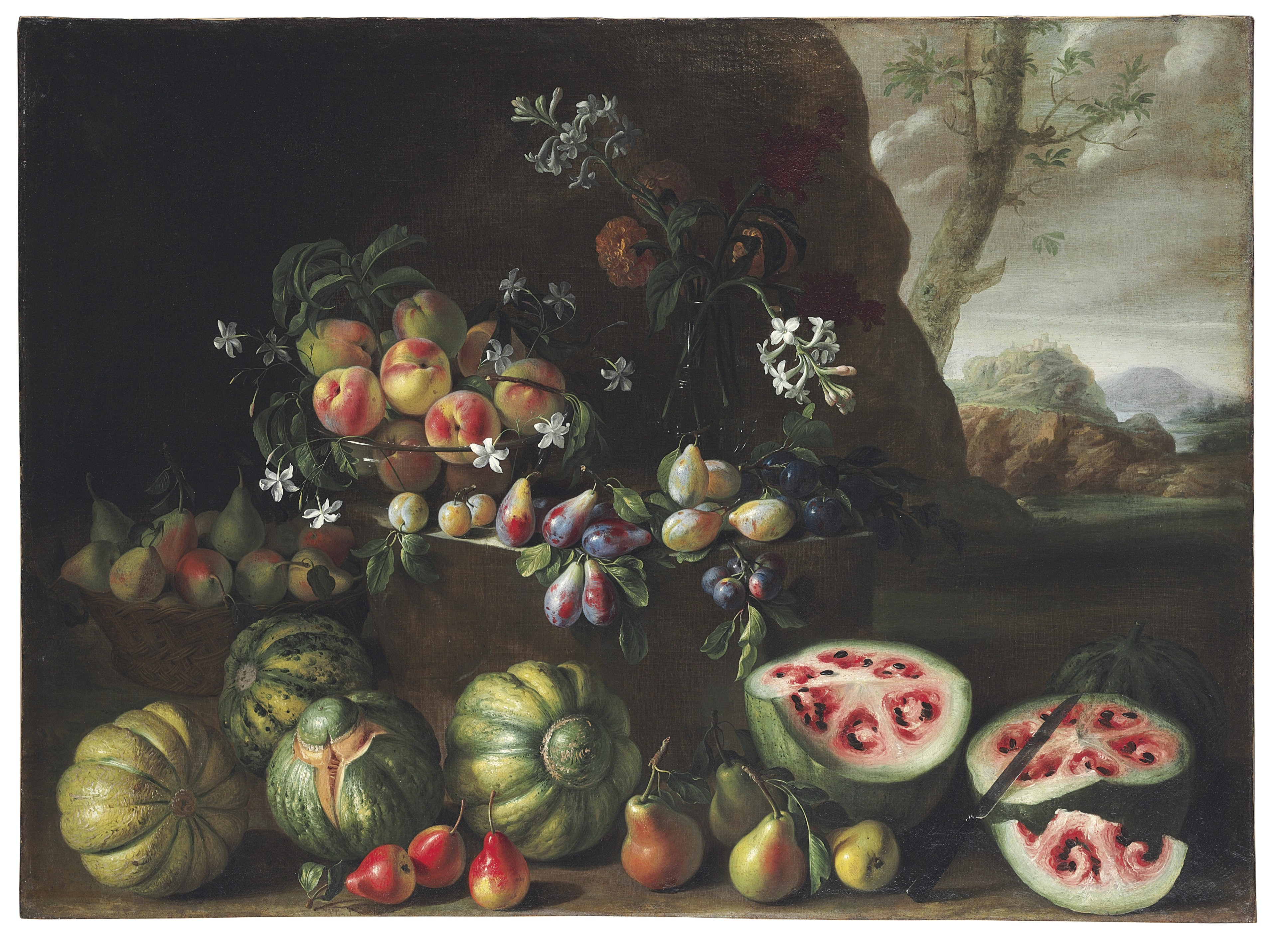
Натюрморт с арбузами, персиками, грушами и другими фруктами, около 1645–1672

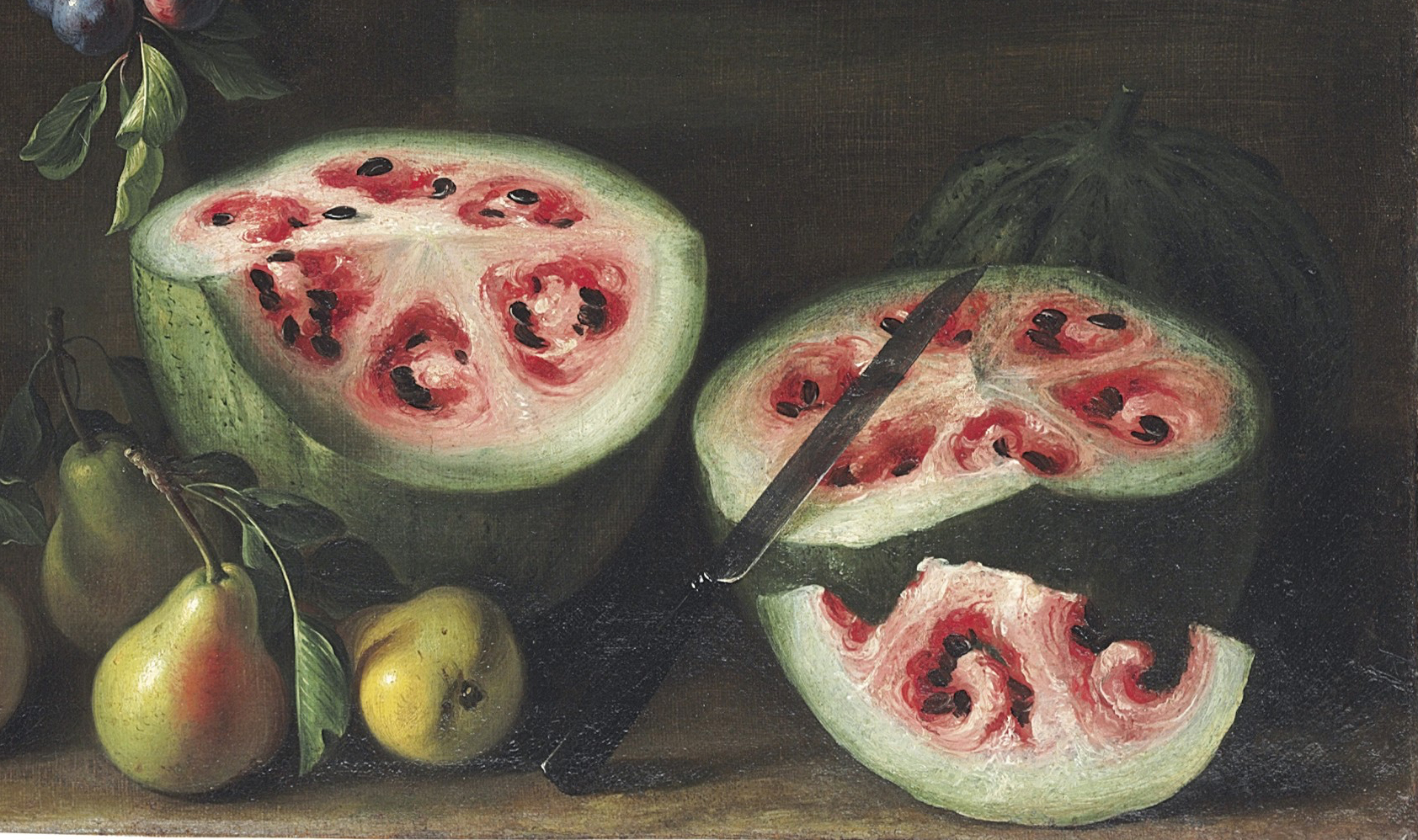
Фрагмент

Одна из картин Станки, "Натюрморт с арбузами", привлекла внимание историков, биологов и широкой общественности как наглядная иллюстрация результатов селекции. На картине видно, что в XVII в. корка у арбуза была гораздо толще, жесткая ткань разделяла съедобную мякоть на ячейки, а косточки были гораздо крупнее.